# عبد الفتاح محمد الحلو
عبد الفتاح محمد الحلو (1937 - 1994)، هو من كبار المحققين والمصححين المعاصرين، كاتب مصري.

## حياته
ولد الدكتور عبد الفتاح محمد الحلو في المنوفية بمصر سنة 1937م، وحصل على تعليمه الأولي فيها، ثم بكلية دار العلوم بالقاهرة وتخرج فيها سنة 1961م ثم حصل على درجتي الماجستير والدكتوراة من الكلية المذكورة وكان حصوله على الأولى سنة 1968م وعلى الثانية سنة 1974م. وعمل في الجامعة الأمريكية بالقاهرة مدرساً وباحثاً، ثم في مركز الدراسات العربية بها، ثم انتقل منها إلى معهد المخطوطات العربية في القاهرة فأسهم بإعداد عدد من فهارس المخطوطات، وسافر إلى السعودية فعمل أستاذاً في جامعة الإمام محمد بن سعود الإسلامية في الرياض سنوات عدة، وأوفده مركز الملك فيصل للبحوث والدراسات الإسلامية إلى مكتبة الكونغرس بواشنطن لاختيار عدد من المخطوطات العربية وتصويرها لصالح المركز، وسمي مديراً لمركز البحوث والدراسات العربية الإسلامية بالقاهرة في السنوات الأخيرة من حياته، وكان من أعضاء اتحاد الكتاب المصريين. وعاد إلى القاهرة سنة 1986م فأنشأ فيها دار هجر للنشر ونشر فيها عدداً كبيراً من الكتب التراثية النافعة.

## وفاته
توفي بالقاهرة سنة 1994م، فأحدث خبر وفاته الأسى والألم في نفوس أصحابه وطلابه ومحبيه.

## من مؤلفاته
وكانت له في التأليف والبحث والتحقيق صولاتٍ وجولات يشهد له بها القاصي والداني من أهل العلم في العالم العربي، فمن مؤلفاته:
- «فهرس مخطوطات الأدب والنقد والبلاغة» في جامعة الإمام محمد بن سعود الإسلامية.
- «أسامة بن زيد» و«من أعلام التراث الإسلامي».
- «شعراء هجر من القرن الثاني عشر إلى القرن الرابع عشر».
- «الشريف الرضي حياته وشعره».

### ومن تحقيقاته
- الجزآن الثالث، والعشرون من كتاب تاج العروس للزبيدي.
- «الجواهر المضية في طبقات الحنفية».
- «الطبقات السنية في تراجم الحنفية».
- «تاريخ العلماء النحويين من البصريين والكوفيين وغيرهم»، للمفضل بن محمد بن مسعر التنوخي.
- «دمية القصر وعصرة أهل العصر» للباخرزي.
- «التمثيل والمحاضرة» للثعالبي.
- «نفحة الريحانة» للمحبي.
- «ريحانة الألباب» للخفاجي.
- «ديوان بن المقرب».
- «النوادر والزيادات» للقيرواني.
- «الجوهر الأسنى في تراجم علماء البوسنة»، للبوسنوي.
- «عقد الدرر في أخبار المنتظر»، للسلمي.
- الجزء العاشر من كتاب «الأنساب» للسمعاني.

واشترك مع عدد من العلماء في تحقيق عدد من كتب التراث الهامة، منها:
- «المغني في فقه الإمام أحمد بن حنبل»، للإمام موفق الدين بن قدامة المقدسي.
- «طبقات الشافعية الكبرى» للسبكي.